# Лисин, Виктор Андреевич
Виктор Лисин (род. 5 мая 1992 года, Нижний Новгород) — российский поэт.

## Биография
Публиковался в различных Интернет-изданиях, журналах «Воздух» и «Волга», участвовал в поэтических фестивалях в Нижнем Новгороде, Чебоксарах, Москве, Калининграде. Первая книга стихов вышла в 2015 году. Отдельные произведения переводились на польский, латышский испанский языки.

## Отзывы
Поэт Евгения Риц отмечает:

Современной новаторской поэзии свойственно особое, специфическое, остроумие новых поэтик. Под остроумием я имею в виду не шутки и веселье, а поиск аналогий — там, где они наиболее неожиданны, сведение воедино в принципе несводимого. (…) Ярче всего это новое остроумие проступает в стихотворениях Виктора Лисина, склонного к минимализму, потому что в миниатюрах всё видно, как под микроскопом. Это тот случай, когда рифмуются сам предмет и окружающее его пространство, тем более что тема, символика, пространства для поэзии Виктора Лисина, пожалуй, ведущая.

Поэт и филолог Евгений Прощин, характеризуя стиль В. Лисина, пишет:

Стиль Лисина именно лирический, но при этом учитывающий область взаимодействия миметического и литературоцентричного. Очень часто за основу берется некий природный, как кажется, феномен, но в пределах текста он живет двойной жизнью, функционирует по закону сложно устроенной метафоры, инверсированной от внутреннего к внешнему. Эта перемена слагаемых позволяет говорить и об учёте традиции метареализма с его сложным механизмом «мерцания» культурного в природном как художественной онтологии объекта. Таким образом, «речь чего она хочет» задает сразу два вектора, отвечающие за распознавание и познание эстетического эффекта бытия. Иными словами, дело не только и не столько в интериоризации или, наоборот, объективации, но совмещении этих, обычно противоположных друг другу процессов, что и обнаруживает специфические стилевые черты поэзии Виктора Лисина.

Поэт и переводчик Дмитрий Воробьев, характеризуя поэтику В. Лисина, подчеркивает:

Для поэтики Лисина важно замедленное чтение. Такое ощущение, что оно предполагалось уже при написании (я почти уверен). Автор проблематизирует связи слов друг с другом в одном тексте. Отсутствие знаков препинания даёт читателю возможность самостоятельно решать, где заканчивается одно короткое предложение и начинается другое. А значит, позволяет влиять на то, какой смысл будет извлечен из текста при чтении (вслух).

## Книги
- Виктор Лисин. Теплее почвы: стихи. – Нижний Новгород: Волго-Вятский филиал Государственного центра современного искусства, 2015. – 60 с. (Поэтическая серия Арсенала).
- Виктор Лисин. Дядявитя: стихи. – Чебоксары: Free poetry, 2016. – 28 с.
- Виктор Лисин. Геннадий: стихи. – Чебоксары: Free poetry, 2016. – 20 с.
- Виктор Лисин. Селяне: стихи. – Владивосток: niding.publ.UnLTd, 2016. – 60 с.

## Награды и признание
- Лонг-лист премии Аркадия Драгомощенко (2014, 2016) [8][9]
- Лонг-лист Премии Дебют в номинации Поэзия (2015) [10]
- Премия им. Евгения Туренко в номинации "На взгляд впереди" (2016) [11]